# För berömliga gärningar
För berömliga gärningar är en svensk medalj som instiftades 1832 av Kungl. Maj:t för att belöna svenskar för "behjärtade räddningsbragder". Sedan 1975 delas den ut av  regeringen till "personer som rådigt och modigt räddat en människa i livsfara", i genomsnitt mindre än en gång per år. Den bärs i blått band med gula kanter.

## Valörer
Medaljen För berömliga gärningar finns i tre valörer:
- Åttonde storleken i guld (GMbg8), ej utdelad sedan 1975
- Femte storleken i guld (GMbg5)
- Åttonde storleken i silver (SMbg8), ej utdelad sedan 1975

## Mottagare med motivering

### 8 storleken i guld
- Löjtnant Kreüger tilldelades medaljen i guld den 22 november 1854 för att ha räddat en tjänsteflicka från att drunkna i Nybroviken[1]
- Korpral Stig Brehmer tilldelades medaljen den 14 april 1957 tillsammans med två kanadensiska underbefäl för modigt uppträdande efter att en bil kört på en mina under FN-insatsen i Gazaremsan[2]
- Civilingenjör G Sigurd Nilsson tilldelades medaljen 1923 efter att ha räddat piloten vid en flygolycka som inträffade den 18/12 1922 i Suorva. Planet hade gått med nosen genom isen och Sigurd Nilsson kröp ner i flygplanet och fick upp piloten.

### 5 storleken i guld
- Thomas Brzezinski, Bengt Troberg, Olov Warolin och  Olav Reppert, 1998. För att de den 8 mars modigt och rådigt med helikopter räddat en nödställd ur en vak.
- Kasper Petersson och Daniel Müller, 1997, totalförsvarspliktiga. Rådigt och osjälviskt ingripande vid en trafikolycka under övningskörning i april 1997 vid Fårösunds marinbrigad för att rädda en fastklämd kamrat ur en brinnande terrängbil.
- Jonas Back, 1994, värnpliktig. För hans rådiga och osjälviska ingripande under en bataljonsövning i mars 1944 vid Upplands regemente för att rädda en värnpliktig kamrat ur en brand i ett förläggningstält.
- Mats Rullander, 1993, löjtnant. Räddade den 27 oktober 1992 med fara för sitt eget liv livet på en värnpliktig i samband med en handgranatsolycka.
- Birgitta Apelqvist och Stefan Karlsson, 1992, polisassistenter. För sitt modiga och rådiga ingripande vid spårvagnsolyckan i Göteborg den 12 mars 1992, då de körde sin polisbil längs spåret före en skenande spårvagn.
- Kuno Larsson, 1992, löjtnant. Räddade den 7 februari 1990 med fara för sitt eget liv livet på en värnpliktig i samband med en handgranatsolycka.
- Hamid Haji-Taheri, 1991. För hans modiga och rådiga ingripande vid bussresa, varigenom han förhindrade en omfattande trafikolycka.
- Ivar Bångdahl, Helena Hampling och Ivan Hampling, 1987. Sommaren 1987 förhindrade de en allvarlig trafikolycka genom att stoppa en buss sedan föraren drabbats av sjukdom.
- Hans Gustavsson, 1985, korpral. När Gustavsson gick högvakt vid Stockholms slott den 23 april 1985 räddade han, med fara för sitt eget liv, en 76-årig man från att drunkna i Stockholms ström.
- Stig Bertsand, 1982, fanjunkare. Räddade med fara för sitt eget liv den 23 september 1981 besättningen ur ett brinnande flygplansvrak.

### Övriga källor
- ”Regeringens belöningsmedaljer och regeringens utmärkelse Professors namn”. regeringen.se. https://www.regeringen.se/contentassets/61bab671f59a46af81cb11ee99e0d0eb/regeringens-beloningsmedaljer-och-regeringens-utmarkelse-professors-namn. Läst 26 maj 2017.